# جورج إليوت (كاتب)
جورج إليوت هو كاتب كندي، ولد في 4 يوليو 1923، وتوفي في 18 مايو 1996.